# Мі-34
Мі-34 (за класифікацією НАТО: Hermit — «Відлюдник») — легкий багатоцільовий гелікоптер.

## Історія
Вертоліт розроблявся за замовленням ДТСААФ як легкий навчально-спортивний вертоліт для заміни вертольотів Мі-1 і Мі-2, що використовувалися для цих цілей. Виробництво планувалося розгорнути на Закарпатському машинобудівному заводі в селищі Дубове, де була виконана технологічна підготовка виробництва, виготовили оснащення, освоєна технологія. Однак через розпад СРСР закарпатське підприємство передало тільки одну експериментальну машину в КБ Міля і на цьому програма виробництва була закрита.
Було розпочато виробництво вертольотів малою серією на Арсеніївському авіаційному заводі з подальшою їх доведенням на МВЗ.
Перший дослідний вертоліт Мі-34 зробив перший політ 17 листопада 1986 (льотчик-випробувач Б. В. Савінов).

### Мі-34С1
20 лютого 2011 інформагентство «Інтерфакс-АВН», посилаючись на джерело в оборонно-промисловому комплексі, оголосило про те, що холдинг «Вертольоти Росії» завершує будівництво вертольота Мі-34С1 і веде розробку нової модифікації цієї машини. Згідно із заявою, перший політ Мі-34С1 планується на травень-червень 2011 року, після чого розпочнуться його льотні випробування (другий екземпляр, який зараз збираємо, також буде підключений до льотних випробувань). Заводські випробування Мі-34С1 мають завершитися також в 2011 році, після чого для сертифікаційних випробувань буде проведено близько 130-150 польотів. На початку березня 2011 року вертоліт був представлений на авіаційній виставці Heli Expo, що пройшла в Орландо, США.
Однією з головних доробок Мі-34С1 називається заміна двигуна М-14 на новий, потужніший поршневий двигун М9ФВ, а також заміна авіоніки. Постачання першого двигуна М9ФВ виробництва Воронезького механічного заводу заплановано на березень 2011 року, другого — на квітень-травень 2011 року.
У серпні 2011 року Мі-34С1 був представлений публіці на авіасалоні МАКС.
У 2012 році проект легкого багатоцільового вертольота Мі-34 закритий. Можливою причиною є неконкурентоспроможність Мі-34 з основним конкурентом на російському ринку легких вертольотів, Robinson R44.

## Модификації
| Мі-34    | Базова модифікація із двигуном М-14В26В.                                                                   |
| Мі-34ВАЗ | Дослідний гелікоптер з двома роторно-поршневими двигунами ВАЗ-426. Переобладнано з раніше випущеного Мі-34 |
| Мі-34П   | |
| Мі-34C   | Модифікація, обладнана відповідно до сертифікаційних вимог еквівалентних АП-27 (FAR-27).                   |
| Мі-34С1  | З двигуном М-9ФВ, 420 к.с., 500 мотогодин до ремонту.                                                      |
| Мі-34М1  | З газотурбінним двигуном ВК-650В та іншими внесеними змінами.                                              |

## Експлуатанти
- Росія
- Румунія
- Нова Зеландія

### Колишні експлуатанти
- Казахстан
- Нігерія
- Боснія і Герцеговина